# NetMotion Wireless
NetMotion Wireless est une société basée à Seattle qui développe des logiciels de gestion des ressources sur mobiles.